# SN 2006ry
SN 2006ry – supernowa typu II odkryta 17 listopada 2006 roku w galaktyce A073951+3457. Jej maksymalna jasność wynosiła 19,39m.